# Ernst von Sommerfeld (General, 1795)
Ernst Julius von Sommerfeld (* 8. August 1795 in Koppen, Kreis Züllichau; † 26. Dezember 1863 in Wernigerode) war ein preußischer Generalmajor und Abteilungschef für das Invalidenwesen im Kriegsministerium.

## Leben

### Herkunft
Ernst war ein Sohn von Ernst von Sommerfeld (1758–1825) und dessen Ehefrau Dorothea, geborene von Knobelsdorff (1769–1807) aus dem Hause Tauchel. Sein Vater war preußischer Kapitän a. D., Landrat, Landschaftsdirektor sowie Herr auf Koppen. Der preußische Generalleutnant Wilhelm von Sommerfeld (1801–1871) war sein jüngerer Bruder.

### Militärkarriere
Sommerfeld trat zu Beginn der Befreiungskriege am 10. Februar 1813 als Freiwilliger Jäger in das Garde-Jäger-Bataillon der Preußischen Armee ein. Er nahm an den Schlachten bei Großgörschen sowie Bautzen teil und avancierte Mitte Juni 1813 zum Sekondeleutnant. Nachdem er Mitte September 1813 in das 6. Reserve-Infanterie-Regiment versetzt worden war, wurde Sommerfeld in der Völkerschlacht bei Leipzig so schwer verwundet, dass er am weiteren Kriegsverlauf nicht mehr teilnehmen konnte. Nach seiner Gesundung kam er am 10. April 1815 zum 8. Ersatz-Bataillon und am 9. Juli 1815 zum Berliner Kadettenhaus. Ende April 1818 wurde er dem 5. Garnisons-Bataillon in Küstrin aggregiert und als Adjutant der dortigen Kommandantur verwendet. Ab dem 5. April 1819 war Sommerfeld zum 2. Departement im Kriegsministerium kommandiert, bis er am 14. April 1820 mit Invaliditätsgehalt aus der Armee ausschied.
Am 30. Juli 1824 wurde Sommerfeld wieder in der Armee angestellt und dem Gouvernement Luxemburg als Adjutant überwiesen. Bis Ende März 1830 stieg er zum Kapitän auf, wurde Ende September 1830 der Adjutantur aggregiert und als Major am 30. März 1841 einrangiert. Am 16. Oktober 1844 wurde er dem 29. Infanterie-Regiment aggregiert und vom 21. Januar 1845 bis zum 19. Februar 1851 als Kommandeur des 8. kombinierten Reserve-Bataillons in Koblenz-Ehrenbreitstein verwendet. Anschließend erfolgte mit der Ernennung zum Vorsteher der Geheimen Kriegskanzlei seine Versetzung in das Kriegsministerium nach Berlin. In dieser Stellung avancierte Sommerfeld Ende März 1853 zum Oberstleutnant und am 15. Juni 1856 wurde er zum Abteilungschef für das Invalidenwesen ernannt. Mitte Oktober 1856 folgte sein Beförderung zum Oberst und am 31. Mai 1859 erhielt er den Charakter als Generalmajor. Unter Verleihung des Roten Adlerordens II. Klasse mit Eichenlaub wurde Sommerfeld am 6. Juni 1861 mit Pension zur Disposition gestellt. Er starb am 26. Dezember 1863 in Wernigerode.

### Familie
Er heiratete am 2. Oktober 1825 in Wernigerode Juliane Gebser (1800–1844), Tochter des Amtmanns Friedrich August Theodor Gebser. Ihre Schwester Auguste (1794–1882) war mit dem Politiker Moritz August von Bethmann-Hollweg verheiratet. Das Paar hatte mehrere Kinder:
- Dorothea Wilhelmine Auguste Amalie (1828–1889), Stiftsdame
- Emma Wilhelmine Julie Sophie Pauline (1830–1905), Stiftsdame in Heiligengrabe
- Hugo (1833–1912), Regierungspräsident des Regierungsbezirks Stettin ⚭ 1866 Fanny von Heyden (* 1843)
- Albertine Charlotte Mathilde Auguste (1835–1906) ⚭ 1861 Alexander von der Goltz (1832–1912), Politiker[4]
- Gustav (1837–1905), preußischer Generalmajor

Nach dem Tod seiner ersten Frau heiratete er am 8. Oktober 1847 in Köln Juliane von Geisler (1830–1883), eine Tochter des Geheimen Oberfinanzrates Karl von Geisler (1760–1806). Das Paar hatte einen Sohn:
- Ernst (1850–1917), preußischer Generalmajor ⚭ Anna Elisabeth von Nathusius (1855–1914), Tochter von Heinrich von Nathusius